# Línea 680 (Interurbanos Madrid)
La línea 680 de la red de autobuses interurbanos de Madrid une el Hospital General de Collado Villalba con Cercedilla.

## Características
Esta línea une el Hospital General de Collado Villalba con los municipios de Alpedrete, Guadarrama, Los Molinos y Cercedilla. El trayecto tiene una duración de 40 minutos entre cabeceras.
La línea mantiene los mismos horarios todo el año (exceptuando las vísperas de festivo y festivos de Navidad), circulando únicamente de lunes a sábados laborables. No obstante, algunas expediciones en días lectivos continúan hasta el instituto de Cercedilla. No presta servicio los domingos y festivos.
Está operada por Avanza Movilidad Integral mediante la concesión administrativa VCM-604 - Madrid – Cercedilla – Hoyo de Manzanares (Viajeros Comunidad de Madrid) del Consorcio Regional de Transportes de Madrid.
1. ↑  «Detalle línea 680». Avanza. Transporte interurbano en Madrid. Consultado el 12 de marzo de 2024.

## Horarios
Los horarios que no sean cabecera son aproximados.
| Lunes a viernes laborables             |                                        |                                        |                                        |                                        |                                        |                                        |                                        |                                        |                                        |                                        |                                        |
| Hospital Collado Villalba > Cercedilla | Hospital Collado Villalba > Cercedilla | Hospital Collado Villalba > Cercedilla | Hospital Collado Villalba > Cercedilla | Hospital Collado Villalba > Cercedilla | Hospital Collado Villalba > Cercedilla | Cercedilla > Hospital Collado Villalba | Cercedilla > Hospital Collado Villalba | Cercedilla > Hospital Collado Villalba | Cercedilla > Hospital Collado Villalba | Cercedilla > Hospital Collado Villalba | Cercedilla > Hospital Collado Villalba |
| Hosp. Collado Villalba                 | Alpedrete                              | Guadarrama                             | Los Molinos                            | Cercedilla                             | Cercedilla Inst.                       | Cercedilla Inst.                       | Cercedilla                             | Los Molinos                            | Guadarrama                             | Alpedrete                              | Hosp. Collado Villalba                 |
|                                        |                                        |                                        |                                        |                                        |                                        |                                        | 06:55                                  | 07:10                                  | 07:20                                  | 07:25                                  | 07:35                                  |
| 07:30                                  | 07:40                                  | 07:45                                  | 07:55                                  | 08:10                                  | 08:15                                  | 08:20                                  | 08:25                                  | 08:40                                  | 08:50                                  | 08:55                                  | 09:05                                  |
| 09:00                                  | 09:10                                  | 09:15                                  | 09:25                                  | 09:40                                  |                                        |                                        | 09:45                                  | 10:00                                  | 10:10                                  | 10:15                                  | 10:25                                  |
| 10:25                                  | 10:35                                  | 10:40                                  | 10:50                                  | 11:05                                  | 11:40                                  | 11:55                                  | 12:05                                  | 12:10                                  | 12:20                                  |                                        |                                        |
| 12:20                                  | 12:30                                  | 12:35                                  | 12:45                                  | 13:00                                  | 13:05                                  | 13:20                                  | 13:30                                  | 13:35                                  | 13:45                                  |                                        |                                        |
| 13:45                                  | 13:55                                  | 14:00                                  | 14:10                                  | 14:25                                  | 14:30                                  | 14:30                                  | 14:35                                  | 14:50                                  | 15:00                                  | 15:05                                  | 15:15                                  |
| 15:15                                  | 15:25                                  | 15:30                                  | 15:40                                  | 15:55                                  |                                        |                                        | 15:55                                  | 16:10                                  | 16:20                                  | 16:25                                  | 16:35                                  |
| 16:35                                  | 16:45                                  | 16:50                                  | 17:00                                  | 17:15                                  | 17:20                                  | 17:30                                  | 17:35                                  | 17:50                                  | 18:00                                  | 18:05                                  | 18:15                                  |
| 18:30                                  | 18:40                                  | 18:45                                  | 18:55                                  | 19:10                                  |                                        |                                        | 19:15                                  | 19:30                                  | 19:40                                  | 19:45                                  | 19:55                                  |
| 20:15                                  | 20:25                                  | 20:30                                  | 20:40                                  | 20:55                                  | 21:00                                  | 21:15                                  | 21:25                                  | 21:30                                  | 21:40                                  |                                        |                                        |
| 22:05                                  | 22:15                                  | 22:20                                  | 22:30                                  | 22:45                                  | 22:45                                  | 23:00                                  | 23:10                                  | 23:15                                  | 23:25                                  |                                        |                                        |
| Sábados laborables                     |                                        |                                        |                                        |                                        |                                        |                                        |                                        |                                        |                                        |                                        |                                        |
| Hospital Collado Villalba > Cercedilla | Hospital Collado Villalba > Cercedilla | Hospital Collado Villalba > Cercedilla | Hospital Collado Villalba > Cercedilla | Hospital Collado Villalba > Cercedilla | Hospital Collado Villalba > Cercedilla | Cercedilla > Hospital Collado Villalba | Cercedilla > Hospital Collado Villalba | Cercedilla > Hospital Collado Villalba | Cercedilla > Hospital Collado Villalba | Cercedilla > Hospital Collado Villalba | Cercedilla > Hospital Collado Villalba |
| Hosp. Collado Villalba                 | Alpedrete                              | Guadarrama                             | Los Molinos                            | Cercedilla                             | Cercedilla Inst.                       | Cercedilla Inst.                       | Cercedilla                             | Los Molinos                            | Guadarrama                             | Alpedrete                              | Hosp. Collado Villalba                 |
| 07:30                                  | 07:40                                  | 07:45                                  | 07:55                                  | 08:10                                  |                                        |                                        | 07:00                                  | 07:15                                  | 07:25                                  | 07:30                                  | 07:40                                  |
| 08:50                                  | 09:00                                  | 09:05                                  | 09:15                                  | 09:30                                  | 08:10                                  | 08:25                                  | 08:35                                  | 08:40                                  | 08:50                                  |                                        |                                        |
| 10:00                                  | 10:10                                  | 10:15                                  | 10:25                                  | 10:40                                  | 09:30                                  | 09:45                                  | 09:55                                  | 10:00                                  | 10:10                                  |                                        |                                        |
| 11:50                                  | 12:00                                  | 12:05                                  | 12:15                                  | 12:30                                  | 11:10                                  | 11:25                                  | 11:35                                  | 11:40                                  | 11:50                                  |                                        |                                        |
| 13:00                                  | 13:10                                  | 13:15                                  | 13:25                                  | 13:40                                  | 12:35                                  | 12:50                                  | 13:00                                  | 13:05                                  | 13:15                                  |                                        |                                        |
| 15:15                                  | 15:25                                  | 15:30                                  | 15:40                                  | 15:55                                  | 13:40                                  | 13:55                                  | 14:05                                  | 14:10                                  | 14:20                                  |                                        |                                        |

1. 1 2 3 4 5 6  Sólo días lectivos.

## Recorrido y paradas

### Sentido Cercedilla
| Código | Parada                                          | Común con               | Conexiones con Cercanías | Municipio        | Zona |
| ------ | ----------------------------------------------- | ----------------------- | ------------------------ | ---------------- | ---- |
| 19386  | Hospital General de Villalba                    |                         |                          | Collado Villalba |      |
| 17164  | Ctra. M-619 - Urb. Valdencina                   | 683                     |                          | Alpedrete        |      |
| 15506  | Ctra. M-619 - Colegio                           | 681 682 685             |                          | Alpedrete        |      |
| 12511  | Doctor Varela - Cantera                         | 681 682 685             |                          | Alpedrete        |      |
| 10173  | Pza. Constitución - Centro de mayores           | 681 682 685             |                          | Alpedrete        |      |
| 15610  | Av. Canteros - Fuente                           | 681 682 685             | Alpedrete                | Alpedrete        |      |
| 15609  | San José - Urb. Las Rocas                       | 681 682 685             |                          | Alpedrete        |      |
| 12708  | Ctra. M-619 - Escorial                          | 681 682 685             |                          | Alpedrete        |      |
| 12710  | Ctra. M-619 - Club Deportivo Guadarrama         | 681 682 685             |                          | Guadarrama       |      |
| 09251  | Hospital Guadarrama - Urb. Fresnos de la Jarosa | 660 681 682 684 685 688 |                          | Guadarrama       |      |
| 15667  | Marqués de Santillana - Alfonso X               | 688 690 4               |                          | Guadarrama       |      |
| 09284  | Ctra. M-614 - Urb. Prado de San Juan            | 688 4                   |                          | Guadarrama       |      |
| 09285  | Ctra. M-614 - Urb. Guadamolinos                 | 688 4                   |                          | Guadarrama       |      |
| 09285  | Ctra. M-614 - Urb. El Peñón                     | 688 4                   |                          | Guadarrama       |      |
| 09287  | Ctra. M-614 - Urb. Vallefresnos                 | 688 4                   |                          | Guadarrama       |      |
| 15774  | Ctra. M-614 - Urb. Matarrubia                   | 688                     |                          | Los Molinos      |      |
| 09288  | Pº M. Menéndez Boneta - Estación de Los Molinos | 688                     | Los Molinos              | Los Molinos      |      |
| 15669  | Pº M. Menéndez Boneta - consultorio médico      | 688                     |                          | Los Molinos      |      |
| 09261  | Real - Pza. España                              | 684 688                 |                          | Los Molinos      |      |
| 09263  | Real - Hermanos Molero                          | 684 688                 |                          | Los Molinos      |      |
| 09265  | Ctra. M-622 - Urb. Monte Pinar                  | 684                     |                          | Los Molinos      |      |
| 09211  | Ctra. M-622 - Matalascabras                     | 684                     |                          | Cercedilla       |      |
| 09214  | Ctra. M-622 - Colonia Los Prados                | 684                     |                          | Cercedilla       |      |
| 09215  | Ctra. M-622 - Urb. Peñablanca                   | 684                     |                          | Cercedilla       |      |
| 09268  | Ctra. M-622 - Est. Cercedilla                   | 684 692 1               | Cercedilla               | Cercedilla       |      |
| 09270  | Emilio Serrano - Ctra. M-622                    | 684                     |                          | Cercedilla       |      |
| 15611  | Carmen - Pza. María Mínguez                     | 684 692 1               |                          | Cercedilla       |      |
| 15613  | Ctra. M-622 - Av. Manuel Glez. Amezua           | 684 1                   |                          | Cercedilla       |      |
| 16371  | C.º Dehesilla y Rodeo - Instituto               | 1                       |                          | Cercedilla       |      |

### Sentido Collado Villalba
| Código | Parada                                          | Común con           | Conexiones con Cercanías | Municipio        | Zona |
| ------ | ----------------------------------------------- | ------------------- | ------------------------ | ---------------- | ---- |
| 16371  | C.º Dehesilla y Rodeo - Instituto               | 1                   |                          | Cercedilla       |      |
| 18646  | Av. Manuel Glez. Amezua - Ctra. M-622           | 684                 |                          | Cercedilla       |      |
| 18645  | Av. Sierra de Guadarrama - Pza. Mayor           | 684 692             |                          | Cercedilla       |      |
| 09271  | Emilio Serrano - Ctra. M-622                    | 684 1               |                          | Cercedilla       |      |
| 09269  | Ctra. M-622 - Est. Cercedilla                   | 684 692             | Cercedilla               | Cercedilla       |      |
| 09267  | Ctra. M-622 - Urb. Peñablanca                   | 684                 |                          | Cercedilla       |      |
| 09213  | Ctra. M-622 - Colonia Los Prados                | 684                 |                          | Cercedilla       |      |
| 09212  | Ctra. M-622 - Molinera                          | 684                 |                          | Cercedilla       |      |
| 09266  | Ctra. M-622 - Urb. Monte Pinar                  | 684                 |                          | Los Molinos      |      |
| 09264  | Real - Ctra. M-622                              | 684 688             |                          | Los Molinos      |      |
| 09262  | Pza. España - Real                              | 684 688             |                          | Los Molinos      |      |
| 15668  | Pº M. Menéndez Boneta - consultorio médico      | 688                 |                          | Los Molinos      |      |
| 09292  | Pº M. Menéndez Boneta - Estación de Los Molinos | 688                 | Los Molinos              | Los Molinos      |      |
| 15775  | Ctra. M-614 - Urb. Matarrubia                   | 688                 |                          | Los Molinos      |      |
| 09294  | Ctra. M-614 - Urb. El Peñón                     | 688 4               |                          | Guadarrama       |      |
| 09287  | Ctra. M-614 - Urb. Guadamolinos                 | 688 4               |                          | Guadarrama       |      |
| 09296  | Ctra. M-614 - Urb. Prado de San Juan            | 688 4               |                          | Guadarrama       |      |
| 15666  | Marqués de Santillana - Alfonso X               | 688 690             |                          | Guadarrama       |      |
| 09252  | Hospital Guadarrama - Urb. Fresnos de la Jarosa | 660 682 684 685 688 |                          | Guadarrama       |      |
| 12711  | Ctra. M-619 - Club Deportivo Guadarrama         | 681 685             |                          | Guadarrama       |      |
| 12709  | Ctra. M-619 - Escorial                          | 681 685             |                          | Alpedrete        |      |
| 10175  | Pza. Guadarrama - Urb. Las Rocas                | 681 685             |                          | Alpedrete        |      |
| 10176  | Av. Canteros - Zarzales                         | 681 685             | Alpedrete                | Alpedrete        |      |
| 10174  | Berrocales - Av. Canteros                       | 681 685             |                          | Alpedrete        |      |
| 12513  | Maestro - Centro Cultural                       | 681 685             |                          | Alpedrete        |      |
| 15507  | Ctra. M-619 - Colegio                           | 681 685             |                          | Alpedrete        |      |
| 17780  | Ctra. M-619 - Urb. Valdencina                   | 683                 |                          | Alpedrete        |      |
| 19386  | Hospital General de Villalba                    |                     |                          | Collado Villalba |      |